# Ulmer
Ulmer és una població dels Estats Units a l'estat de Carolina del Sud. Segons el cens del 2000 tenia 102 habitants.

## Demografia
Segons el cens del 2000, Ulmer tenia 102 habitants, 40 habitatges i 27 famílies. La densitat de població era de 40,2 habitants/km².
Dels 40 habitatges en un 32,5% hi vivien nens de menys de 18 anys, en un 60% hi vivien parelles casades, en un 2,5% dones solteres, i en un 32,5% no eren unitats familiars. En el 27,5% dels habitatges hi vivien persones soles el 17,5% de les quals corresponia a persones de 65 anys o més que vivien soles. El nombre mitjà de persones vivint en cada habitatge era de 2,55 i el nombre mitjà de persones que vivien en cada família era de 3,22.
Per edats la població es repartia de la següent manera: un 31,4% tenia menys de 18 anys, un 2,9% entre 18 i 24, un 28,4% entre 25 i 44, un 21,6% de 45 a 60 i un 15,7% 65 anys o més.
L'edat mediana era de 38 anys. Per cada 100 dones de 18 o més anys hi havia 94,4 homes.
La renda mediana per habitatge era de 33.750 $ i la renda mediana per família de 53.333 $. Els homes tenien una renda mediana de 26.667 $ mentre que les dones 26.750 $. La renda per capita de la població era de 16.363 $. Entorn de l'11,5% de les famílies i l'11,5% de la població estaven per davall del llindar de pobresa.

## Poblacions més properes
El següent diagrama mostra les poblacions més properes.